# هوفهانيس تومانيان
هوفهانيس تومانيان (بالأرمنية: Հովհաննես Թումանյան) هو شاعر وكاتب ومترجم وناشط عام أرمني ولد في يوم 7 فبراير 1869 في قرية دزيغ في محافظة لوري، يوصف بكونه الشاعر الوطني لأرمينيا. كتب تومانيان العديد من القصائد والرباعيات والقصص والروايات. في سن صغيرة إنتقل إلى مدينة تبيليسي في جورجيا وألتي كانت مركز الثقافة الأرمنية أنذاك في الإمبراطورية الروسية خلال القرنين التاسع عشر والعشرين، تواصل مع عدة شعراء في ذلك الوقت مثل ليفون شانت و أفيديك إساهاجيان، إنتقل في أواخر حياته إلى إسطنبول ليلقى دعم الجالية الأرمنية هناك، سائت صحته هناك وتم نقله إلى مستشفى في موسكو حيث توفي هناك في 23 مارس 1923. في عمر ال19 كان قد تزوج من أولغا ماتشكاليان، وأنجبت منه عشرة أطفال.

## معرض صور

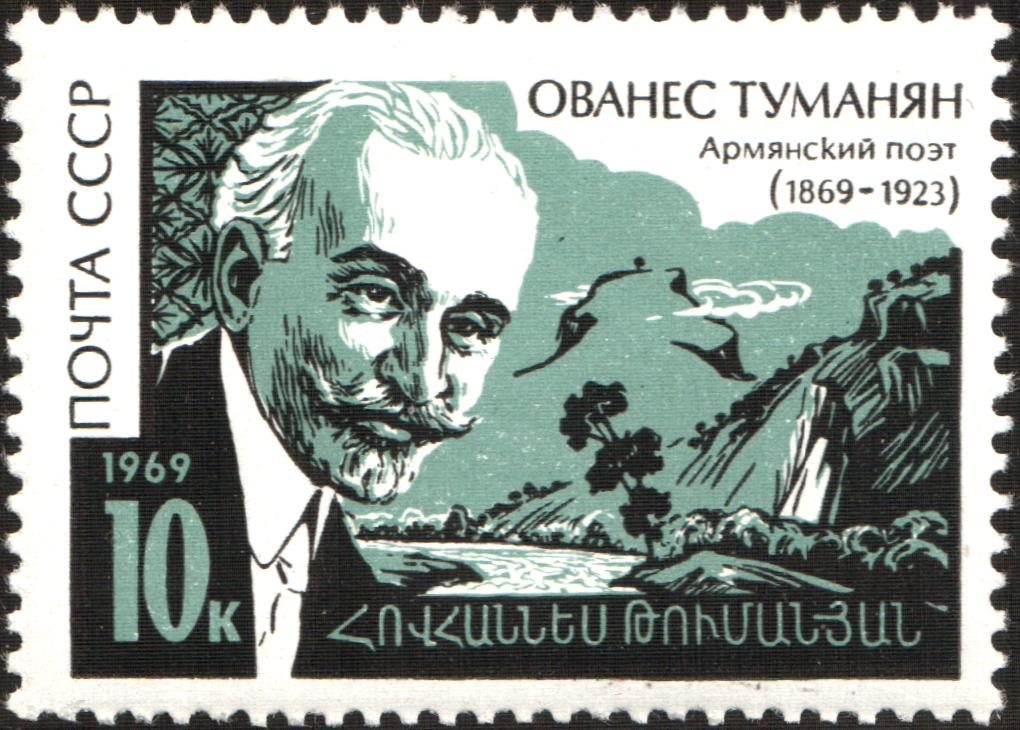
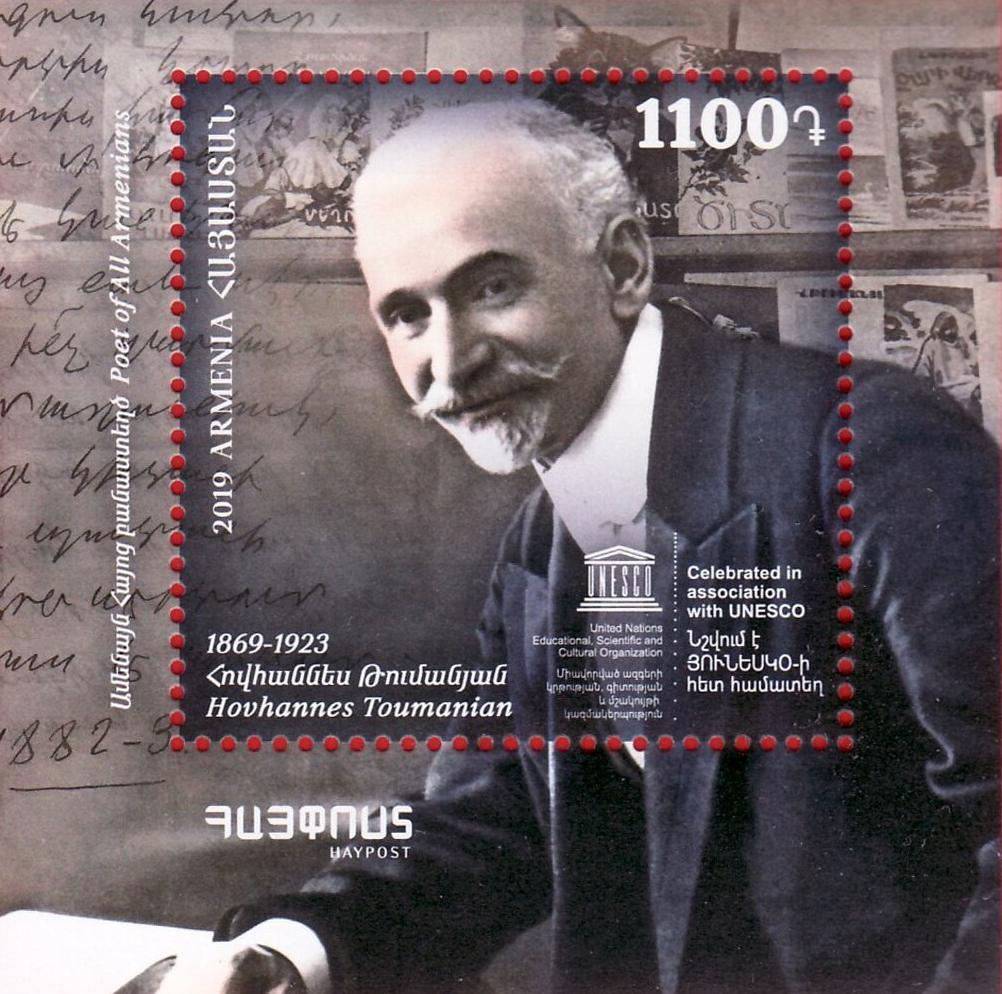
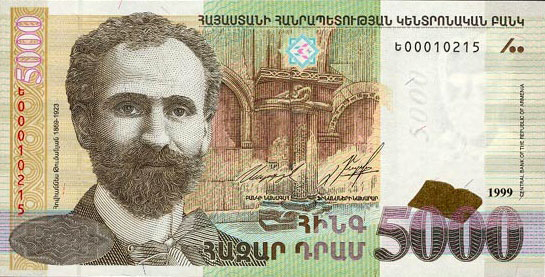
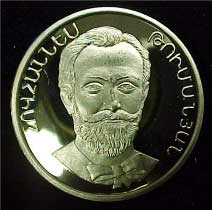

## روابط خارجية
- هوفهانيس تومانيان على موقع IMDb (الإنجليزية)
- هوفهانيس تومانيان على موقع الموسوعة البريطانية (الإنجليزية)
- هوفهانيس تومانيان على موقع ميوزك برينز (الإنجليزية)
- هوفهانيس تومانيان على موقع ديسكوغز (الإنجليزية)
- هوفهانيس تومانيان على موقع ديسكوغز (الإنجليزية)
- هوفهانيس تومانيان على موقع قاعدة بيانات الفيلم (الإنجليزية)